# Mimosa borealis
Mimosa borealis es una especie de arbusto en la familia de las fabáceas. Es originaria de Norteamérica.

## Descripción
Es un pequeño arbusto que se encuentra en suelos de grava y piedra caliza en Nuevo México, Oklahoma, Kansas y Colorado y el sur de México. Tiene las ramas rígidas formando un arbusto redondeado con fragantes flores vistosas, de color rosa con anteras amarillas, que florecen desde la primavera hasta el verano de forma intermitente. Por lo general, tiene espinas que están fuertemente recurvadas y se procducen en las ramas, y pueden, o no, estar presente en los márgenes de las vainas amarillentas. Es una excelente planta para uso ornamental, además de ser muy resistente a la sequía.

## Taxonomía
Mimosa borealis fue descrita por Asa Gray  y publicado en Memoirs of the American Academy of Arts and Science, new series 4(1): 39–40. 1849.
Etimología
Mimosa: nombre genérico derivado del griego μιμος (mimos), que significa "imitador"
borealis: epíteto latino que significa "del norte".
Sinonimia
- Mimosa borealis var. texana A.Gray
- Mimosa fragrans A.Gray
- Mimosa texana (A.Gray) Small[4]